# Jaskinia Flisa
Jaskinia Flisa – jaskinia na terenie Niecki Nidziańskiej. Ma trzy otwory wejściowe znajdujące się w Niecce Soleckiej, w Dolinie Aleksandrowskiej, niedaleko wsi Aleksandrów (gmina Wiślica), w pobliżu Jaskini w Aleksandrowie, na wysokościach 195 i 193 m n.p.m. Jest częścią podziemnego przepływu Potoku Aleksandrowskiego. Długość jaskini wynosi 71 metrów, a deniwelacja 5 metrów.

## Opis jaskini
Jaskinią jest owalny i niski korytarz z niewielkimi bocznymi korytarzykami zaczynający się w dwóch, położonych obok siebie, otworach wejściowych (wpływa do nich potok), a kończący również dużym otworem wejściowym,  z którego potok wypływa i wpada dalej do jaskini Mostek w Aleksandrowie.

## Przyroda
W jaskini brak jest nacieków. Dnem korytarza, przez całą jego długość, płynie potok. Okresowo cała jaskinia jest wypełniana wodą. Bywają w niej kuny i lisy.

## Historia odkryć
Jaskinię odkryli B.W. Wołoszyn, K.P. Wołoszyn i S. Wiraszka w 1986 roku. Jej plan i opis sporządzili J. Gubała i A. Kasza w 1998 roku.